# ワン・ステップ
株式会社ワン・ステップは、東京都千代田区に本社を置く総合環境衛生の会社である。
東証1部上場の害虫予防駆除業者であったキャッツが、個人消費の低迷などから業績が急速に減退、2004年2月には創業者及び当時の社長等が証券取引法違反（株価操作）容疑で逮捕されたことを引き金に信用が大きく失墜、民事再生法の適用を申請するに至った（負債総額186億円）。
当時、技術部門及び事業開発部門の責任者が指名解雇となったペストコンロール部門の社員の再就職先として、また、契約中だったキャッツ顧客へのサービス継続を目的に設立した会社（代表取締役は武藤忠彦）。
現在は、全国で4,000社に及ぶ、総合環境衛生関連企業と相互提携を行い、北は北海道から南は九州・沖縄までをカバーする全国規模のネットワークを構築し、家庭や職場で、ゴキブリ・ネズミ・ダニ・ハチなど、さまざまな害虫や動物の予防・駆除に対応している。
また、2007年度にはタイのバンコクへ出店、2008年度にはフィリピンへ出店。
公益社団法人日本ペストコントロール協会、公益社団法人東京都ペストコントロール協会、東京商工会議所に所属。

## 沿革
- 2004年5月　品川区東五反田に設立
- 2007年10月　品川区南品川に本社移転
- 2008年5月　One Step Pest Control Philippines., Inc.を設立
- 2009年4月　One Step Pest Control （Thailand) Co., Ltd. を設立
- 2014年6月　千代田区外神田に本社移転